# Educación: pasado, presente y futuro
Educación: pasado, presente y futuro es un mural de 86 metros cuadrados, pintado por el artista chileno Marco Hernández en 2009, ubicado en el acceso a la Secretaría General Ministerial (SEREMI) de Educación de la Región del Biobío, en la ciudad de Concepción, Chile.
La obra se distribuye en dos partes: una al exterior de las dependencias, que utiliza una técnica de mosaico, y otra al interior del edificio, que utiliza la técnica del acrílico. Su temática es la evolución de la educación en Chile a lo largo de los años.

## La obra

### Características

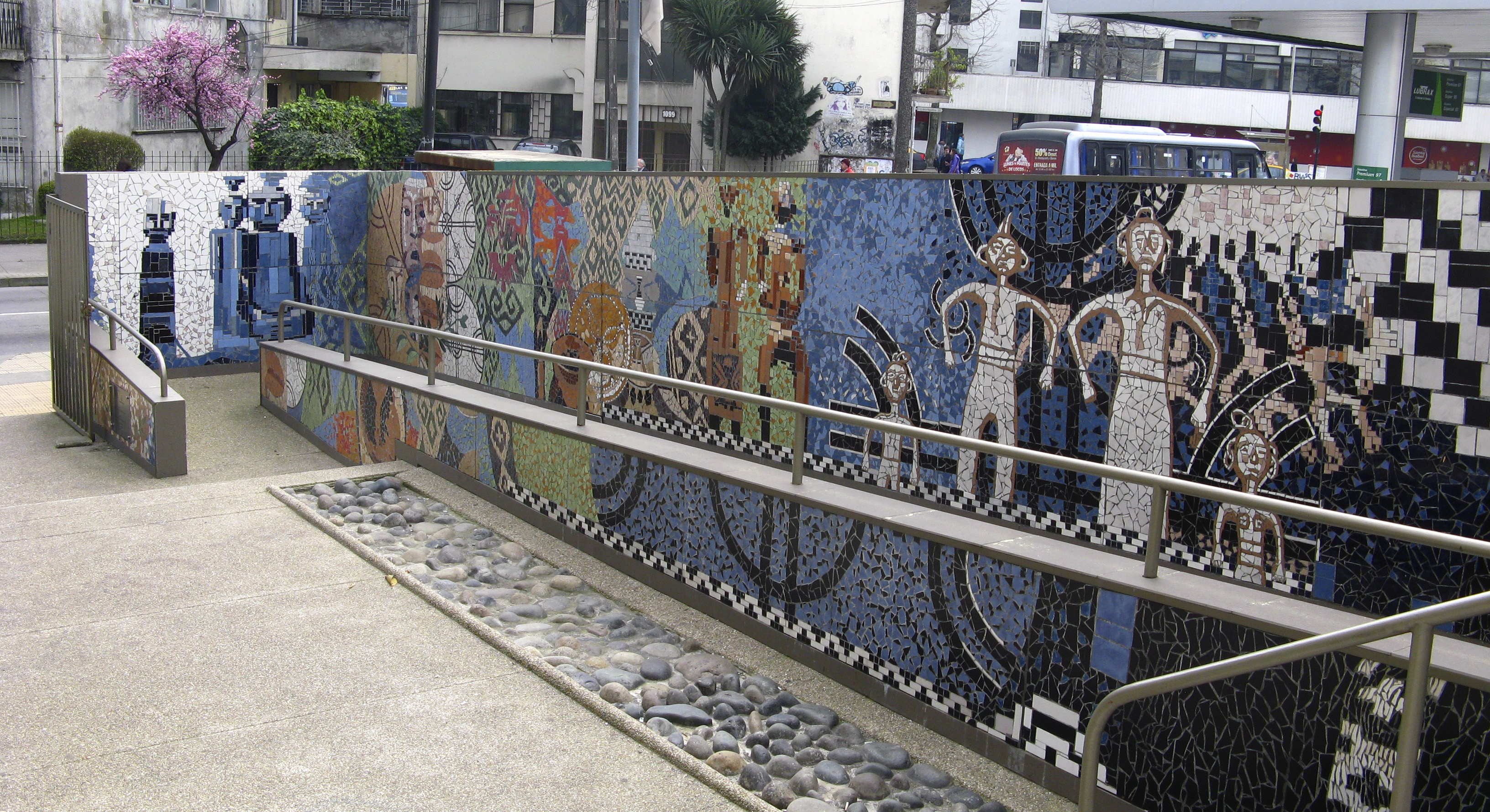
Los muros del acceso a discapacitados también son aprovechados por el mural.

El mural está dividido en dos partes: una al exterior del edificio, diseñada con la técnica de mosaico sobre cerámicos, y una interior, que utiliza acrílico sobre paneles de madera aglomerada adosada al muro. La parte exterior aprovechó un muro en toda su extensión, además de los muretes de protección para el acceso a discapacitados, mientras que la parte interior aprovecha además un pequeño desnivel que aumenta la altura de la pintura en el último tramo del muro. En total la obra abarca 86 metros cuadrados de extensión, distribuidos en 1,91 metros de alto por 45 metros de ancho.
La obra se caracteriza por un estilo simbólico y figurativo de colores intensos, análogo al utilizado en otros murales de la ciudad, como el monumento histórico Presencia de América Latina o Historia de Concepción.

### Significado

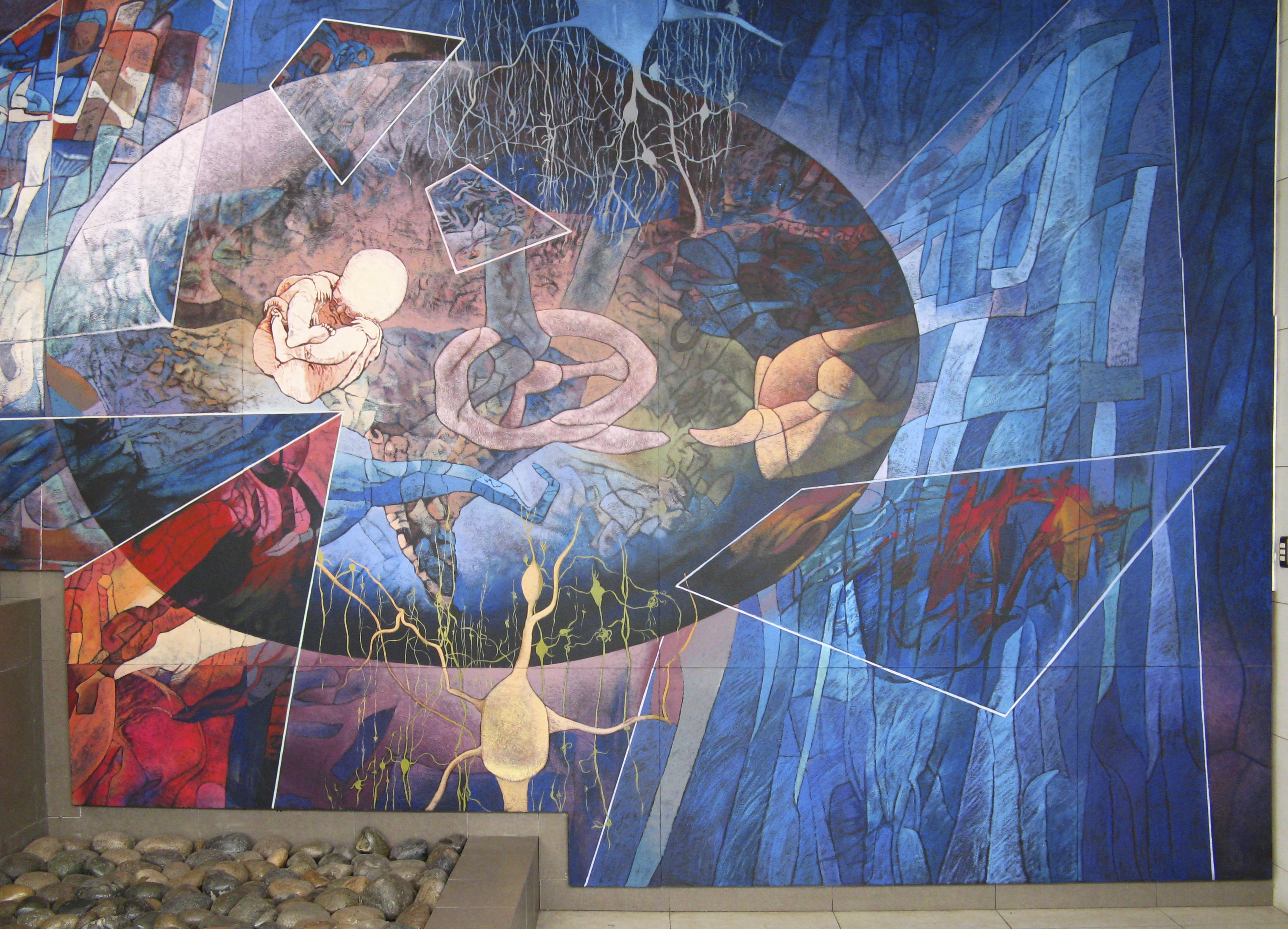
Detalle de la parte del «futuro», en el interior, donde se aprecia el desnivel que aumenta la altura en esta parte del mural.

El mural cuenta la historia de la educación en Chile, que puede leerse cronológicamente de izquierda a derecha, abarcando desde la época de la América precolombina hasta el futuro. La parte exterior del mural cuenta la realidad del pueblo indígena de los mapuches, que habitaban la zona antes de la llegada de los españoles. En esta parte son apreciables algunas de sus enseñanzas y materiales usados para estos fines.
La parte exterior acaba con un libro abierto, que se conecta con la parte interior del mural. Según el propio autor, este libro representa la transición al «presente», siendo «el gran símbolo del cambio que vivió la educación, no sólo en nuestra región, sino en el mundo entero». En esta parte destaca la figura de un escolar y la de dos jóvenes universitarios, así como varios hitos que han marcado la educación en los últimos años, hasta llegar al auge de la tecnología, con las computadoras e Internet. En la parte inferior se muestra el desarrollo de la enseñanza del lenguaje, comenzando por las vocales que luego derivan en el abecedario, el cual en este caso se representa junto con los números en una tabla periódica, propio de las ciencias químicas, para dar lugar más adelante a ceros y unos que constituyen el código binario empleado por las computadoras de la actualidad. Además son apreciables en esta parte el Campanil de la Universidad de Concepción, así como la escultura Homenaje al espíritu de los fundadores de la Universidad de Concepción presente en el foro de la Universidad.
En el final del mural, que corresponde a la parte interior de más a la derecha, en donde existe un desnivel que amplía la superficie de la obra, se representa el «futuro», que en palabras de Marco Hernández, «está dado por una especia de holografía de pantallas digitales, donde hay un gran ojo», que como un todo conforma también «una gran matriz que está comenzando a crear un feto que está ahí, y que simboliza un futuro incierto y abstracto».

## El autor
Marco Antonio Hernández Albarrán (Traiguén, 18 de febrero de 1965) es un pintor chileno titulado de Profesor de Enseñanza Media en Artes Plásticas, especializado en las técnicas del óleo y acrílico sobre tela. Ha participado en numerosas exposiciones tanto colectivas como individuales desde 1984. Durante la realización de este mural, se desempeñaba como docente de la Facultad de Arquitectura Urbanismo y Geografía (FAUG) de la Universidad de Concepción.

## Inauguración

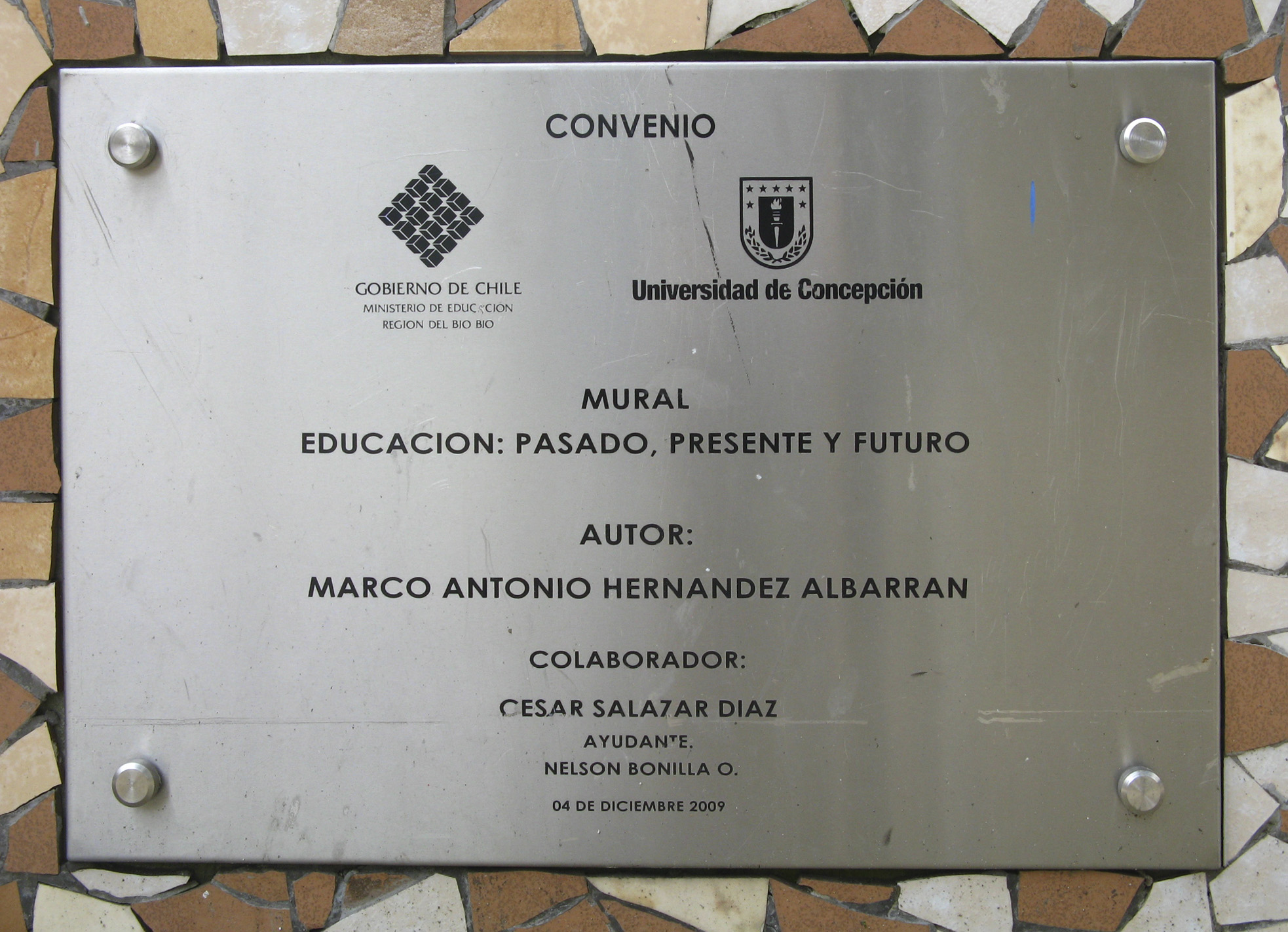
Placa del mural.

El mural fue inaugurado la tarde del 4 de diciembre de 2009 con motivo del aniversario de la Secretaría General Ministerial (SEREMI) de Educación.
La ceremonia se llevó a cabo en el entonces recientemente creado Salón Pablo Neruda. El autor de la obra, Marco Hernández, docente de la Facultad de Arquitectura Urbanismo y Geografía (FAUG) de la Universidad de Concepción, realizó un discurso agradeciendo tanto a la Universidad como al decano Ricardo Utz de dicha facultad, por haber ayudado a concretar la firma de convenio entre la Universidad y la entidad gubernamental, haciendo posible la realización del proyecto.